# 夏先鼎
夏先鼎，湖北省漢陽府孝感縣人，清朝政治人物、进士出身。
光绪二十四年，登戊戌科进士。擅长书法。